# 2015 프로-아마농구 최강전
2015 KCC 프로-아마 최강전은 2015년 8월 15일부터 8월 22일까지 잠실학생체육관에서 진행되며 프로와 아마가 아우르는 농구대회로 프로 10개 구단과 올해 대학리그 상위 5개 학교, 신협 상무 등 16개 팀이 출전한다.

## 경기방식
- 경기 규칙은 KBL 규칙에 따라 경기가 진행되며 심판은 3심제로 진행된다.
- 선수 등록 : 프로팀은 KBL 선수등록 규정에 따라 등록된 선수가 출전가능하며 외국인 선수는 출전이 금지되며,(단. 프로팀끼리 대결하는 1차에서는 참가할 수 있다.)  아마팀은 대한농구협회의 선수등록 규정에 따라 당해년도 선수등록을 필한자로 참가신청서에 기재된 선수가 출전한다.
- 2015년 대회부터는 1차(1일차(8월 15일)부터 2일차(8월 16일)까지)는 프로팀끼리 대결하고, 2차(3일차(8월 17일)부터 8일차(8월22일)) 프로와 아마가 대결한다. 프로팀 간의 경기에서는 각 팀의 외국선수 출전(2,3쿼터 2명 출전)이 가능하다.

## 달라지는 점
- 대회 타이틀 스폰서가 KB국민카드 (대회명 : KB국민카드 프로-아마농구 최강전)에서 KCC (대회명 : KCC 프로-아마농구 최강전)로 변경되었다.
- 대회 공인구가 스타스포츠에서 제작한 BB207(KBLgame)에서 몰텐에서 제작한 GL7X (국제농구연맹(FIBA) 공식임.)로 변경되었다.

## 참가팀
프로팀
- 안양 KGC인삼공사
- 원주 동부 프로미
- 부산 kt 소닉붐
- 인천 전자랜드 엘리펀츠
- 창원 LG 세이커스
- 서울 SK 나이츠
- 울산 모비스 피버스
- 고양 오리온스
- 서울 삼성 썬더스
- 전주 KCC 이지스

아마팀
- 고려대학교
- 동국대학교
- 연세대학교
- 경희대학교
- 중앙대학교
- 신협 상무

## 경기 결과
| 경기               | 날짜     | 팀1                    | 득점  | 팀2                |
| ------------------ | -------- | ---------------------- | ----- | ------------------ |
| Game 1             | 8월 15일 | 부산 kt 소닉붐         | 83:87 | 울산 모비스 피버스 |
| Game 2             | 8월 15일 | 인천 전자랜드 엘리펀츠 | 65:74 | 원주 동부 프로미   |
| Game 3             | 8월 16일 | 창원 LG 세이커스       | 73:90 | 서울 SK 나이츠     |
| Game 4             | 8월 16일 | 안양 KGC인삼공사       | 74:89 | 전주 KCC 이지스    |
| Game 5             | 8월 16일 | 서울 삼성 썬더스       | 65:87 | 고양 오리온스      |
| Game 6             | 8월 17일 | 원주 동부 프로미       | 55:69 | 고려대학교         |
| Game 7             | 8월 17일 | 울산 모비스 피버스     | 87:61 | 동국대학교         |
| Game 8             | 8월 18일 | 전주 KCC 이지스        | 76:62 | 경희대학교         |
| Game 9             | 8월 18일 | 서울 SK 나이츠         | 84:96 | 연세대학교         |
| Game 10            | 8월 19일 | 고양 오리온스          | 99:71 | 중앙대학교         |
| Game 11            | 8월 19일 | 신협 상무              | 64:79 | 고려대학교         |
| Game 12            | 8월 20일 | 울산 모비스 피버스     | 79:78 | 연세대학교         |
| Game 13 (준결승전) | 8월 20일 | 전주 KCC 이지스        | 56:83 | 고양 오리온스      |
| Game 14 (준결승전) | 8월 21일 | 고려대학교             | 76:73 | 울산 모비스 피버스 |
| Game 15 (결승전)   | 8월 22일 | 고양 오리온스          | 93:68 | 고려대학교         |

### 1일차
Game 1
| 2015년 8월 15일 14:00 |

|  |

| 부산 kt 소닉붐 vs. 울산 모비스 피버스 |

Game 2
| 2015년 8월 15일 16:00 |

|  |

| 인천 전자랜드 엘리펀츠 vs. 원주 동부 프로미 |

### 2일차
Game 3
| 2015년 8월 16일 14:00 |

|  |

| 창원 LG 세이커스 vs. 서울 SK 나이츠 |

Game 4
| 2015년 8월 16일 16:00 |

|  |

| 안양 KGC인삼공사 vs. 전주 KCC 이지스 |

Game 5
| 2015년 8월 16일 18:00 |

|  |

| 서울 삼성 썬더스 vs. 고양 오리온스 |

### 3일차
Game 6
| 2015년 8월 17일 14:00 |

|  |

| 원주 동부 프로미 vs. 고려대학교 |

Game 7
| 2015년 8월 17일 16:00 |

|  |

| 울산 모비스 피버스 vs. 동국대학교 |

### 4일차
Game 8
| 2015년 8월 18일 14:00 |

|  |

| 전주 KCC 이지스 vs. 경희대학교 |

Game 9
| 2015년 8월 18일 16:00 |

|  |

| 서울 SK 나이츠 vs. 연세대학교 |

### 5일차
Game 10
| 2015년 8월 19일 14:00 |

|  |

| 고양 오리온스 vs. 중앙대학교 |

Game 11
| 2015년 8월 19일 16:00 |

|  |

| 신협 상무 vs. 고려대학교 |

### 6일차
Game 12
| 2015년 8월 20일 14:00 |

|  |

| 울산 모비스 피버스 vs. 연세대학교 |

## 준결승
Game 13
| 2015년 8월 20일 16:00 |

|  |

| 전주 KCC 이지스 vs. 고양 오리온스 |

### 7일차
Game 14
| 2015년 8월 21일 15:00 |

|  |

| 고려대학교 vs. 울산 모비스 피버스 |

## 결승전

### 8일차
Game 15
| 2015년 8월 22일 15:00 |

|  |

| 고양 오리온스 vs. 고려대학교 |

| 2015 KCC 프로-아마 최강전 우승                         |
| ------------------------------------------------------ |
| 고양 오리온스 첫번째 우승 MVP : 이승현 (고양 오리온스) |